# Petra Čumplová
Petra Čumplová (* 7. května 1973 Praha, provdaná Kheková) je legendární česká házenkářka.
Celou házenkářskou kariéru hrála s číslem 15 na pozici levého křídla. Její velkou předností byla rychlost, přesná střelba i z neuvěřitelných úhlů, přehled o dění na hřišti a neomylná střelba sedmimetrových hodů. Dlouhá léta byla kapitánkou reprezentace, byla několikrát vyhlášena nejlepší házenkářkou ČR, nejlepším křídlem mezinárodních turnajů a byla také několikrát nominována do výběru Evropy i světa. Reprezentovat přestala po mistrovství světa v roce 2003. Pochází z házenkářské rodiny, oba rodiče hráli házenou, později se věnovali trenérství (matka Olga) a rozhodcování (otec Vladislav). Petřina sestra Vlaďka reprezentovala Českou republiku v juniorské kategorii. Petra vystudovala Právnickou fakultu Univerzity Karlovy, je advokátkou a ředitelkou velké obchodní firmy; má s manželem Liborem dva syny.

## Angažmá
- do sezony 1994–1995 DHC Slavia Praha
- 1995–1996 Eintracht Minden
- 1997–2000 TV 05 Mainzlar
- 2000–2003 Bayer Leverkusen
- 2004–2006 Neustadt in Sachsen
- 2014–dodnes Tatran Střešovice

## Úspěchy
- 206 reprezentačních startů, 939 branek
- 5× účast na mistrovství světa 1993,1995,1997,1999 a 2003.
- 2× účast na mistrovství Evropy 1994 a 2002.
- zisk německého poháru s Leverkusenem
- 3× nominována do výběru Evropy
- 3× nominována do výběru světa
- 3× nejlepší házenkářka ČR